# Anthony Noel
Anthony Gerard Edward Noel, 5e comte de Gainsborough (24 octobre 1923 - 29 décembre 2009) est un pair britannique.

## Biographie
Il est le fils d'Arthur Noel, 4e comte de Gainsborough, à qui il succède dans le comté en 1927. Il fréquente le Worth Priory dans le Sussex. Lorsque la Seconde Guerre mondiale commence, il est en route pour les États-Unis, il fréquente l'école préparatoire jésuite de Georgetown, alors située à Washington DC. De retour en Grande-Bretagne en 1943, il est déclaré inapte au service militaire. Quand il a 30 ans, le domaine est libre de toute dette et il retourne à Exton Hall.

## Carrière
Gainsborough travaille pour Vickers Supermarine à Southampton .
Il est président du conseil du district rural d'Oakham de 1952 à 1967 avant de devenir vice-président puis président du conseil du comté de Rutland de 1970 à 1973. En tant que président de la Rural District Councils Association en 1965, il joue un rôle de premier plan en s'opposant aux propositions du rapport Redcliffe-Maud pour la réorganisation des conseils locaux qui sont mises en œuvre en vertu de la loi de 1972 sur le gouvernement local.
Gainsborough est maître de la Worshipful Company of Gardeners (1967); président de l'Association britannique de l'ordre souverain de Malte (1968-1974); Chevalier de l'Ordre Vénérable de Saint-Jean (1970); Président de l'hôpital St John et St Elizabeth de 1970 à 1980.

## Vie personnelle
Gainsborough épouse Mary Stourton (24 septembre 1925 - 30 décembre 2018) à l'Oratoire de Brompton le 23 juillet 1947. Marie est une fille du major John Joseph Stourton et petite-fille de Charles Stourton, 21e baron Stourton. Ils ont huit enfants :
- Juliana Mary Alice Noel (née le 27 janvier 1949); mariée à Edward Foljambe (5e comte de Liverpool), deux fils.
- Anthony Noel (6e comte de Gainsborough) (en) (né le 17 janvier 1950); marié à Sarah Winnington, à un fils (héritier présomptif du titre, Henry Noel, vicomte Campden)
- Maria Noel (née le 3 février 1951);
- Janet Noel (née et décédée le 23 janvier 1953)
- Celesstria Magdalen Mary Noel (née le 27 janvier 1954)
- Gérard Edward Joseph Noël (né le 23 janvier 1955) ; marié à Charlotte Dugdale, fille de William Dugdale (2e baronnet) (en). Ils ont un fils et deux filles.
- Thomas Noël (né le 9 mars 1958)
- Edward Andrew Noel (né le 22 octobre 1960) ; Il épouse Lavinia Jane Bingham, fille de George Edward Bingham, mais divorcé sans descendance. Il épouse ensuite Sarah Kate Yeats-Brown, arrière-petite-fille de Montague Yeats-Brown. Ils ont un fils.

Gainsborough est décédé en 2009 et est remplacé au titre de comte par son fils aîné Anthony.